# Marlok István
Marlok István (Pilisszentiván, 1912. december 20. – 1995. november 6.) apátplébános, helytörténész, családfakutató, Pilisvörösvár díszpolgára

## Élete
Pilisszentivánon született ötgyermekes német nemzetiségi családban. Tanulmányait Pilisszentivánon, Budapesten és Székesfehérváron, a Papnevelő Intézetben végezte.
1937-ben szentelték pappá. Első miséjét Pilisszentivánon celebrálta 1937. június 27-én.
1942-ben került Vörösvárra. 1947-től a község plébánosa. 1966-ban hitoktatási felügyelő, majd apátplébános. 1987-ben nyugdíjba vonult.
1993-ban a település önkormányzati képviselő-testülete díszpolgári címmel tüntette ki.
1995. november 6-án hunyt el, 83. életévében. Temetésén Grószné Krupp Erzsébet polgármester búcsúztatta.

## Munkássága
Papi munkája mellett egész életében megszállottan kutatta Vörösvár történetét. Családfakutatással is foglalkozott, számos pilisszentiváni és pilisvörösvári német származású család családfáját állította össze. 1951-től német nyelvű nagymisét tartott Vörösvárott. 1957 márciusában az ő kezdeményezésére került Vörösvárra a Budapest ostromakor összedőlt várkápolna oltára.
Munkásságáról így vall rövid önéletrajzában:
„A hosszú évek folyamán a jó Isten segítségével és a vörösvári hívek nagylelkű adományaival és munkájával sikerült mindig az egyházközségen felmerült munkákat és felújításokat elvégezni.
Néhány példa ezekre:
1957. A budai várkápolna márványoltárának helyrehozása és felállítása a vörösvári templomban.
1959. Templom külső renoválása.
1968. Templom fűtésének kialakítása.
1975. Templom belső festése.
1986.  Új sekrestye és kápolna építése.
Lelkipásztori hivatásom mellett lehetőségem volt komoly, az egész vidéket érintő helytörténeti kutató munkára és a hazai németség eredetének kutatására, ősi német családfák felállítására. Így megszerzett ismereteimet igyekeztem mindig másokkal is megosztani.”

## ANagyboldogasszony plébániatemplomoltárának története
Marlok István plébános sajátkezű bejegyzése a „Historia domus”-ban:
„1957. febr. 20-án az esztergomi Egyházmegyei Főhatósághoz a pilisvörösvári r. k. egyházközség nevében kérelmet nyújtottam be, melyben engedélyt kértem a Várkápolna főoltára darabjainak helyrehozására és a helyrehozás után a pilisvörösvári r. k. plébániatemplom részére való átvételére. 1957. márc. 12-én dr. Kátay Béla c. apát, ker. esp. budavári plébános az egyházi hatóságtól kapott korábbi megbízása alapján engedélyt adott az oltár feltétel nélküli elszállítására azzal, hogy azt a pilisvörösvári pleb. templomban fogjuk elhelyezni. Márc. 12-én és 13-án Guth István két részletben Pilisvörösvárra szállította. Feldhoffer György helybeli kőfaragónál tároltuk, aki az alapcsiszolásokat végeztette. A sérült részeket Miereisz György helybéli szobrász teljesen ingyen kijavította. Az É. M. Építőkőfejtő Vállalat Bp. által 1 és ½ m3 tardosi (süttői) márványkövet szállítottunk Holdampf Sándor süttői kőfaragóhoz, aki többek között új harmadik lépcsőt és a kettétört menzalap helyett új menzalapot készített. Az oltár felépítését Bicskei Karle István irányítása mellett Vangor György, Koteczki József és Fetter István végezte gondos hozzáértő alapossággal és óvatossággal. A súlyos darabok elhelyezésénél Wohl Péter ácsmester, Kimmel János ács és társaik segítettek. A végső csiszolást és fényezést Lada Éva végezte. A hiányzó tabernaculumajtó pótlására Mészáros Lajos budapesti ötvösművész 9000 forintért új bronzajtót készített, amennyiben lehetett fényképek alapján az eredetit alapul véve. Az ajtóba [...] köveket helyezett. A tabernaculum feletti, öntvényből készült, de törött puttó angyalfej helyett Bicskei Karle István az eredetit pontosan lemásolva fából újat faragott. [...] Az oltárszentelést – consecrálást – 1957. nov. 24-én Shvoy Lajos megyéspüspök felhatalmazása alapján dr. Kátay Béla c. apát, budavári plébános végezte. Az oltárt consecrálta »in honorem B. M. V. in caelus Assumptae« a sepulchrumba elhelyezte Szent Dilectus vt. és Szent Peregrinus hitvalló ereklyéit."

## Méltatása
Dr. Jablonkay István, a solymári helytörténeti gyűjtemény alapítója és a Helytörténeti Társaság elnöke így méltatta Marlok István plébánost: 

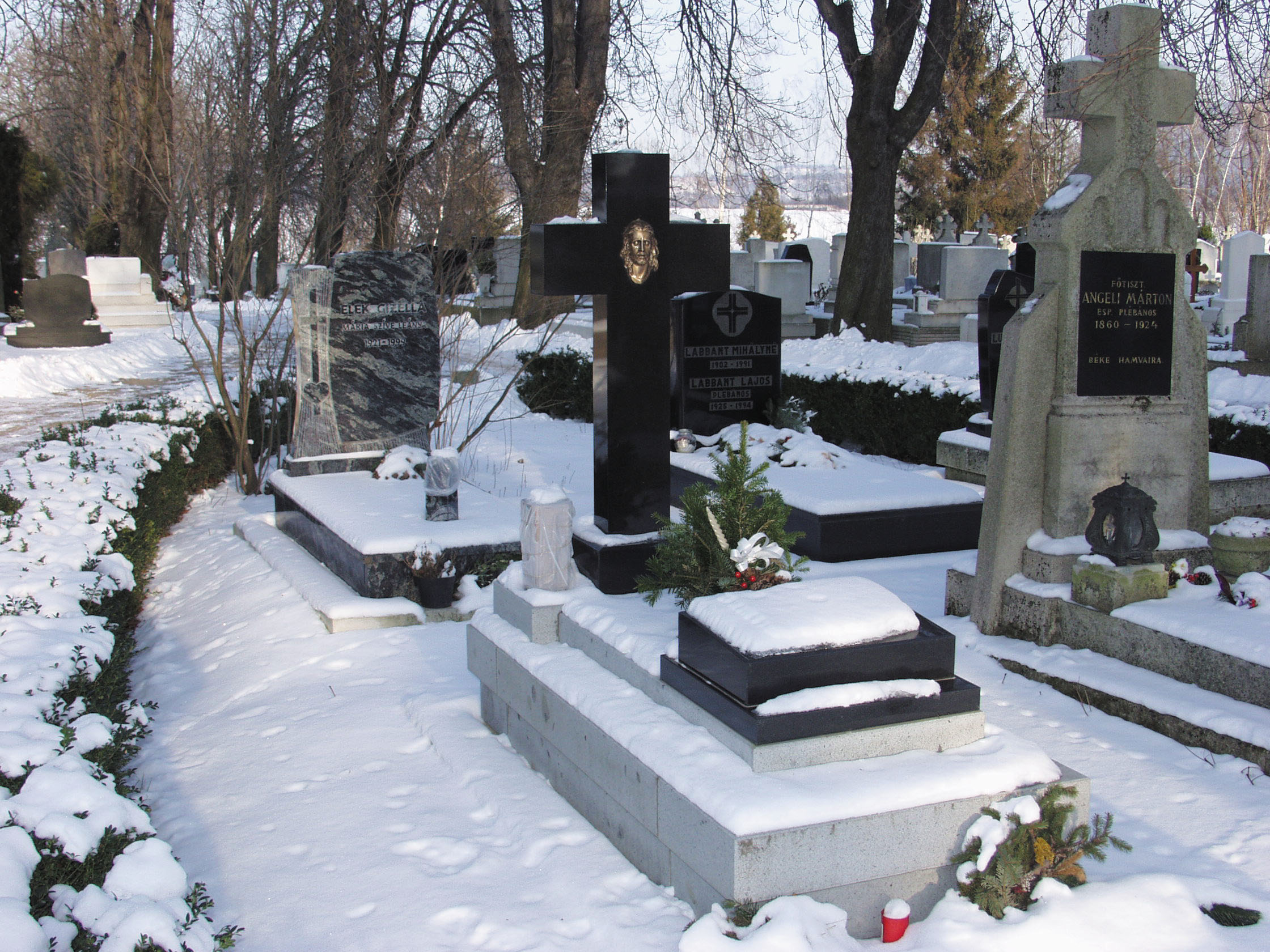
Marlok István apátplébános sírja

„Pilisvörösvár újkori történetének kiemelkedő jelentőségű személyisége: Marlok István. Mint kívülálló, nem lehetek illetékes Marlok István apátplébános egyházközsége életében betöltött áldásos szerepének megítélésére, mert az igen széles körben köztudott, másrészt nem vagyok vörösvári, de azt sokszor hallottam híveitől, milyen jó lelkiatyja egyházközségének, és hogy milyen sokat tett Vörösvár egyházi népi hagyományainak megőrzéséért, régi egyházi énekek, zenék, szokások és hagyományok felújításával.
Marlok István apátplébánost diákkora óta ismerem, akivel naponta együtt utaztunk budapesti iskoláinkba. Már akkor kirajzolódott elmélyülten tanuló, komoly magatartása. Ám ekkor még nem tudhattuk, hogy általános felkészültsége mellett milyen különös jelentőségű lesz a latinban elért kiváló teljesítménye. Évekkel később kamatozott szorgalma, amikor oklevélfordítói szakértőként kapcsolódott be a nagy levéltárak oklevél-értelmező munkájába.
Egyedülálló jelentőségű munkássága, több évtizedes családtörténeti kutatása, mely a vörösvári lakosok németországi lakóhelyei és leszármazási családfájuk felkutatására irányult. A vörösváriak áttelepülése történetének feltárásán kívül számos Budai járási település újkori történetéről is rendkívüli, eddig nem ismert adatokat tárt fel, hozzájárulva községek történetének teljesebbé tételéhez. Nagy értékű volt közreműködése a kétszáz éves jubileumára készülő fehérvári egyházmegye történetének kutatásában, a sematizmus összeállításában.
Munkájában fáradhatatlan, igényes és pontos. Az 1970-ben megalakított solymári Helytörténeti Társaság kutatómunkájába már a 70-es években bekapcsolódott nagy segítőkészséggel. A felmerülő problémák megoldásához mindig volt irányító tanácsa, a kutatásai során felbukkanó, Solymárra vonatkozó adatokat minden esetben átadta, és a Társaság tanácskozásain mind a középkori, a hódoltságkori és újkori Solymár jobb megismeréséhez adott értékes segítséget. A Társaság a Vörösvár történetét kutató és író Fogarasy Mihály tanárral, kutatóval együtt választotta tiszteletbeli tagjává.” (1991. VIII. 2.)

## Kitüntetései
- Pilisvörösvár Nagyközség Díszpolgára (1993)